# 粗穗龙竹
粗穗龙竹（学名：Dendrocalamus pachystachys）为禾本科牡竹属下的一个种。其竹筍質量好，沒有苦味，是鮮食，加工筍片、筍乾及調味筍的好原料。其竹稈高大，是加工竹筷、竹地板的上好材料，廣泛用於建築建材。其生長適應能力相當強，耐瘠薄，抗干旱。

## 扩展阅读
- 維基物種上的相關：粗穗龙竹